# Halberstadt
Halberstadt er Kreisstadt i Landkreis Harz i den tyske delstat Sachsen-Anhalt. Det er den femtestørste by i Sachsen-Anhalt og ligger i det nordlige Harzvorland.
Halberstadt ligger ca. 20 km nordøst for Mittelgebirgene Harzen ved floderne Holtemme Goldbach. I den nordlige del af byen ligger højdedraget Huy, mod øst ligger landskabet Magdeburger Börde og mod syd Spiegelsberge, Thekenberge og Klusberge.